# Henri Legrand du Saulle

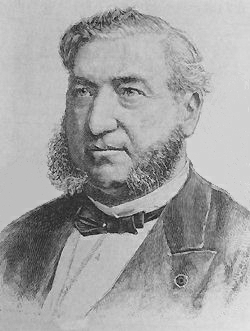
Legrand du Saulle

Henri Legrand du Saulle, född 16 april 1830 i Dijon, död 5 maj 1886 i Paris, var en fransk läkare.
Legrand du Saulle tjänstgjorde som läkare vid sinnessjukanstalterna i Dijon, Quatremares vid Rouen och Charenton i närheten av Paris och sedan 1862 vid olika sjukhus i Paris. Han författade åtskilliga, på sin tid viktiga, arbeten i psykiatri och rättspsykiatri och var en flitig medlem av Société médicopsychologique i Paris.